# Rosa Henderson
Rosa Henderson (* 24. November 1896 in Henderson (Kentucky) als Rosa Deschamps; † 6. April 1968 in Roosevelt Island, New York City) war eine amerikanische Jazz- und Bluesmusikerin (Gesang, Songwriting), die als eine der Sängerinnen des klassischen Blues in den 1920er und 1930er Jahren gilt. Sie nahm auch unter den Pseudonymen Sally Ritz, Flora Dale, Sarah Johnson, Josephine Thomas, Gladys White und Mamie Harris auf.

## Leben und Wirken
Hendersons Karriere begann 1913, als sie in der Karnevalstruppe ihres Onkels sang. Bis zur Heirat mit Douglas „Slim“ Henderson 1918 lebte sie in Texas; dann begann sie, mit seiner Mason-Henderson-Show auf Tournee zu gehen. Seit den frühen 1920er Jahren trat sie in New York am Broadway und auch in London in Musicals und Shows auf. In The Harlem Rounders (1927), Blackouts of 1929 und Blackberries Revue (1930) war sie in zentralen Rollen auf der Bühne.
Von 1923 an nahm Henderson bis 1931 knapp hundert Songs für Ajax Records, Columbia Records, Domino Records, Okeh, Paramount, Pathé, Victor und Vocalion Records auf. Dabei wurde sie begleitet von den Bands von Fletcher Henderson und den Kansas City Five sowie von Coleman Hawkins, Louis Metcalf, Rex Stewart, Fats Waller und James P. Johnson. Zu ihren Aufnahmen gehören Afternoon Blues (1923), Doggone Blues (1931), Do Right Blues (1924), He May Be Your Dog But He’s Wearing My Collar (1924) und Papa if You Can't Do Better (I'll Let a Better Papa Move In) (1926). Bei Fletcher Hendersons Aufnahme von Do That Thing für Vocalion (am 28. Mai 1924) war sie weiterhin als Sängerin engagiert.
1932 beendete sie die professionelle Karriere als Sängerin und nahm einen Job in einem New Yorker Kaufhaus an. Bis in die 1960er Jahre trat sie jedoch bei Benefizkonzerten auf. Sie starb an einem Herzinfarkt.